# ویتوریو ۱۲۸۱۴
سیارک ۱۲۸۱۴ (به انگلیسی: 12814 Vittorio، نامگذاری:1996CG9) دوازده هزار و هشتصد و چهاردهمین سیارک کشف شده‌است که در ۱۳ فوریه ۱۹۹۶ کشف شد.
قدر مطلق سیارک برابر ۱۹.۵ است.